# Patrick van Kalken
Patrick van Kalken (ur. 29 września 1975) – holenderski judoka. Olimpijczyk z Sydney 2000, gdzie zajął piąte miejsce w wadze półlekkiej.
Brązowy medalista mistrzostw świata w 1999; uczestnik zawodów w 1997. Startował w Pucharze Świata w latach 1995–2001. Mistrz Europy w 2000 i trzeci w 1998 roku.

## Letnie Igrzyska Olimpijskie 2000
| Konkurencja | Rundy eliminacyjne                | Rundy eliminacyjne        | Rundy eliminacyjne    | Runda finałowa        | Runda finałowa              | Klas. końcowa |
| Konkurencja | 1/16                              | 1/8                       | 1/4                   | 1/2                   | o 3 miejsce                 | Miejsce       |
| ----------- | --------------------------------- | ------------------------- | --------------------- | --------------------- | --------------------------- | ------------- |
| 66 kg       | Pürewdordżijn Njamlchagwa (MGL) Z | Yukimasa Nakamura (JPN) Z | Iwan Baglajew (KAZ) Z | Hüseyin Özkan (TUR) P | Giorgi Wazagaszwili (GEO) P | 5.            |